# Armada Real Neozelandesa
La Armada Real Neozelandesa (en inglés, Royal New Zealand Navy abreviada RNZN; en maorí, Te Taua Moana o Aotearoa - lit. "Ejército del Mar de Nueva Zelanda") es la rama naval de las Fuerza de Defensa de Nueva Zelanda. Para el año 2012, la Armada contaba con doce buques de guerra. Además, cinco helicópteros de la Armada son operados por la Royal New Zealand Air Force. La Armada fue creada formalmente el 1 de octubre de 1941 durante la Segunda Guerra Mundial. Anteriormente las fuerzas navales de Nueva Zelanda eran parte de la Royal Navy del Reino Unido. Luego de que la RNZN se volviera autosuficiente en 1941, la denominación de sus barcos cambió a HMNZS (His/Her Majesty's New Zealand Ship - en español, Buque Neozelandés de Su Majestad).
El comandante actual de las fuerzas es el Contraalmirante Jack Steer ONZM.

## Historia
El primer registro de un combate naval en Nueva Zelanda ocurrió cuando el explorador neerlandés Abel Tasman fue atacado por maoríes en una waka de guerra cerca del extremo norte de la Isla Sur en diciembre de 1642.
La Armada Neozelandesa no existió como fuerza militar separada sino hasta 1941. La asociación de la Royal Navy británica con Nueva Zelanda comenzó con la llegada del Teniente (después Capitán) James Cook en 1769, quien completó dos viajes más a Nueva Zelanda en 1773 y 1777. Visitas ocasionales de la Royal Navy se realizaron desde finales del siglo XVIII hasta la firma del Tratado de Waitangi en 1840. William Hobson, un personaje crucial en la elaboración del tratado, se encontraba en Nueva Zelanda como capitán en la Royal Navy. La firma del tratado de Waitangi hizo de Nueva Zelanda una colonia del Imperio británico, así que la defensa de sus costas recayó sobre la Royal Navy. Ese rol fue cumplido hasta la Primera Guerra Mundial; además, la Royal Navy asistió durante las Guerras de Nueva Zelanda: por ejemplo, un cañonero bombardeó un pā fortificado desde el río Waikato para poder derrotar al movimiento del Rey Maorí.

### Primera Guerra Mundial y el periodo de entreguerras
En 1909, el gobierno de Nueva Zelanda decidió financiar la compra del crucero de batalla HMS New Zealand para la Royal Navy, el cual vio acción a lo largo de la Primera Guerra Mundial en Europa. La aprobación de la Ley de Defensa Naval de 1913 creó las Fuerzas Navales Neozelandesas, aún como parte de la Royal Navy, y entre 1921 y 1941 la fuerza fue conocida como la División Neozelandesa de la Royal Navy. La primera compra del gobierno neozelandés para las Fuerzas Navales Neozelandesas fue el crucero HMS Philomel, que escoltó a las fuerzas terrestres neozelandesas en la ocupación de la colonia alemana de Samoa en 1914. Philomel vio más acción bajo el mando de la Royal Navy en el Mar Mediterráneo, el Mar Rojo y el Golfo Pérsico.
Entre la Primera y la Segunda Guerra Mundial, la División Neozelandesa operó 14 buques, incluyendo los cruceros HMS Achilles y HMS Leander, y el dragaminas HMS Wakakura. Entre 1919/1921 hasta octubre de 1940, la formación de la Royal Navy alrededor de Nueva Zelanda fue la Estación de Nueva Zelanda, algunas veces llamada Escuadrón de Nueva Zelanda.

### Segunda Guerra Mundial

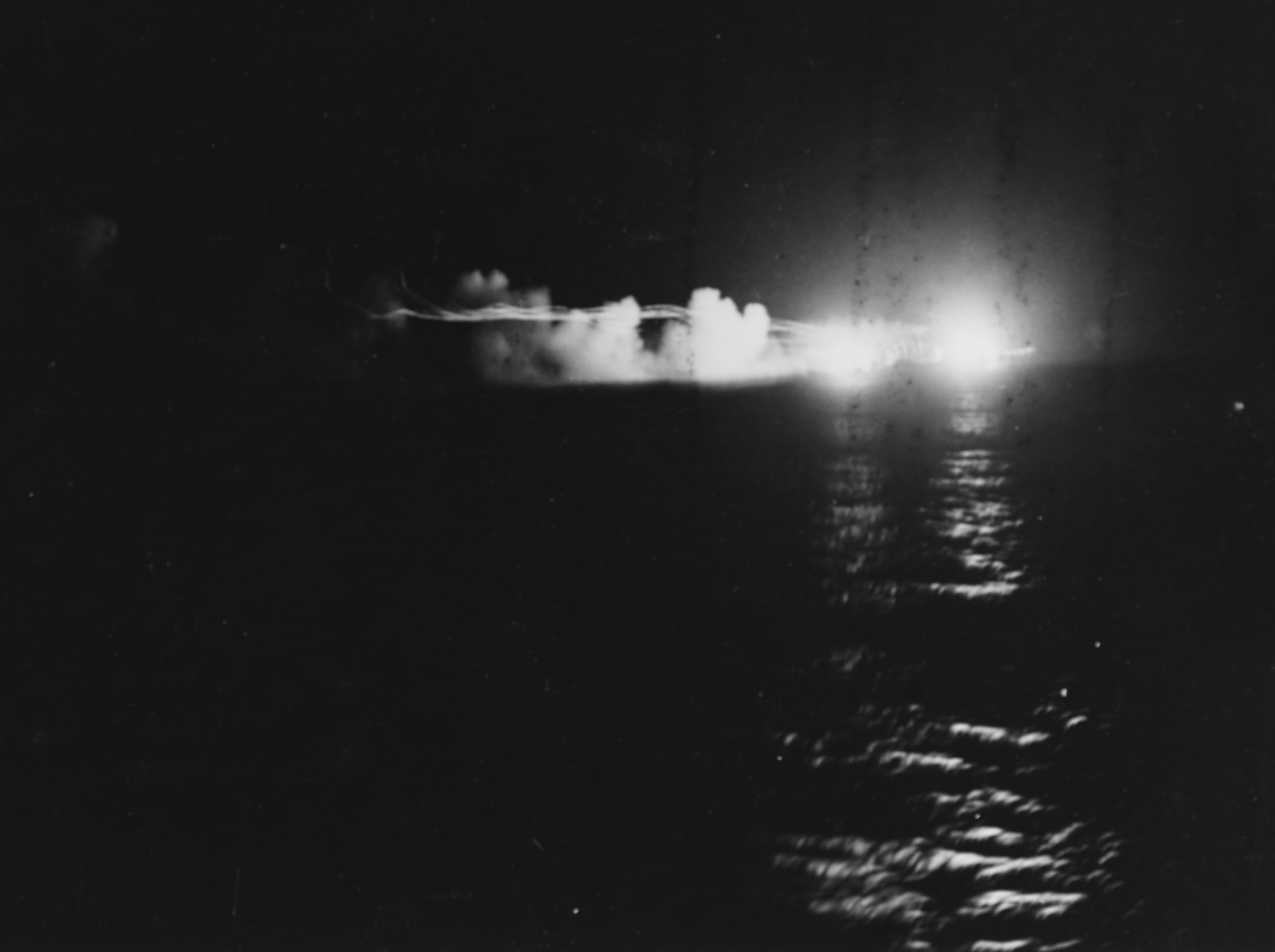
HMNZS Leander y el USS St. Louis disparando contra el Jintsu.

Cuando el Reino Unido entró en guerra con Alemania en 1939, Nueva Zelanda también declaró la guerra a los nazis inmediatamente. La División Neozelandesa de la Royal Navy se convirtió en la Armada Neozelandesa (en inglés, Royal New Zealand Navy o RNZN) a partir del 1 de octubre de 1941, en reconocimiento al hecho de que la fuerza naval ya era en gran parte autosuficiente e independiente de la Royal Navy. Los buques de guerra pasaron a llevar el prefijo HMNZS (His/Her Majesty's New Zealand Ship, en español, Buque Neozelandés de Su Majestad).

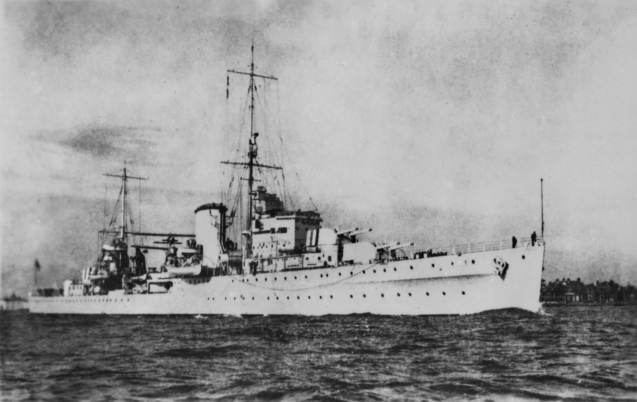
HMNZS Achilles

El HMNZS Achilles participó en la primera gran batalla naval de la Segunda Guerra Mundial, la Batalla del Río de la Plata, cerca del estuario del Río de la Plata, entre Argentina y Uruguay, en diciembre de 1939. Achilles y otros dos cruceros, el HMS Ajax y el HMS Exeter, participaron en una operación que obligó a la tripulación del acorazado de bolsillo alemán Admiral Graf Spee a echarlo a pique para no sufrir más bajas humanas. Esta decisión aparentemente enfureció a Hitler. Achilles luego se trasladó al Pacífico, y estuvo trabajando con la Armada de los Estados Unidos cuando fue dañada por una bomba japonesa cerca de Nueva Georgia. Luego de ser reparada, sirvió junto a la Flota Británica del Pacífico hasta el fin de la guerra.
El HMNZS Leander escoltó la Fuerza Expedicionaria Neozelandesa al Medio Oriente en 1940 y estuvo desplegado en el Mar Mediterráneo, el Mar Rojo y el Océano Índico. Leander sufrió ataques aéreos y navales por parte de fuerzas del Eje, llevó a cabo bombardeos y escoltó convoyes. En febrero de 1941, Leander hundió al crucero auxiliar italiano Ramb I en el Océano Índico. En 1943, luego de operar más tiempo en el Mediterráneo, Leander regresó al Océano Pacífico. Asistió en la destrucción del crucero japonés Jintsu y fue dañado seriamente por torpedos en la batalla de Kolombangara. La gravedad de los daños hizo que el Leander haya permanecido en puerto siendo reparado hasta el final de la guerra.
A medida que avanzó la guerra, el tamaño de la RNZN aumentó dramáticamente, y para el final de la guerra contaba con 60 buques. Estos participaron como parte del esfuerzo de guerra británico y de la Commonwealth en contra del Eje en Europa y contra los japoneses en el Pacífico. También jugaron un rol importante en la defensa de Nueva Zelanda de buques saqueadores alemanes y, en particular, cuando la amenaza de una posible invasión japonesa parecía inminente en 1942. Muchos buques comerciales fueron requisados y armados para ayudar en la defensa. Uno de estos fue el HMNZS Monowai, que vio acción en contra del submarino japonés I-20 cerca de Fiyi en 1942. En 1941-42, se decidió en un acuerdo entre los gobiernos de Nueva Zelanda y Estados Unidos de que el mejor rol para el RNZN en el Pacífico era como parte de la Armada de los Estados Unidos, y así fue que el control operacional de la RNZN pasó al comando del Área del Suroeste del Pacífico, y sus buques se unieron la fuerza de asalto de la Séptima Flota de los Estados Unidos.
En 1943, el crucero ligero HMS Gambia fue transferido a la RNZN como el HMNZS Gambia. En noviembre de 1944 se creó la Flota Británica del Pacífico (BPF, según sus siglas en inglés), una formación militar conjunta de la Mancomunidad Británica con base en Sídney, Australia. La mayoría de los buques de la RNZN fueron transferidos a la BPF, incluyendo al Gambia y el Achilles. Estos participaron de la Batalla de Okinawa y las operaciones en las islas Sakishima cerca de Japón. en agosto de 1945, el HMNZS Gambia fue el representante de Nueva Zelanda en la rendición de Japón.

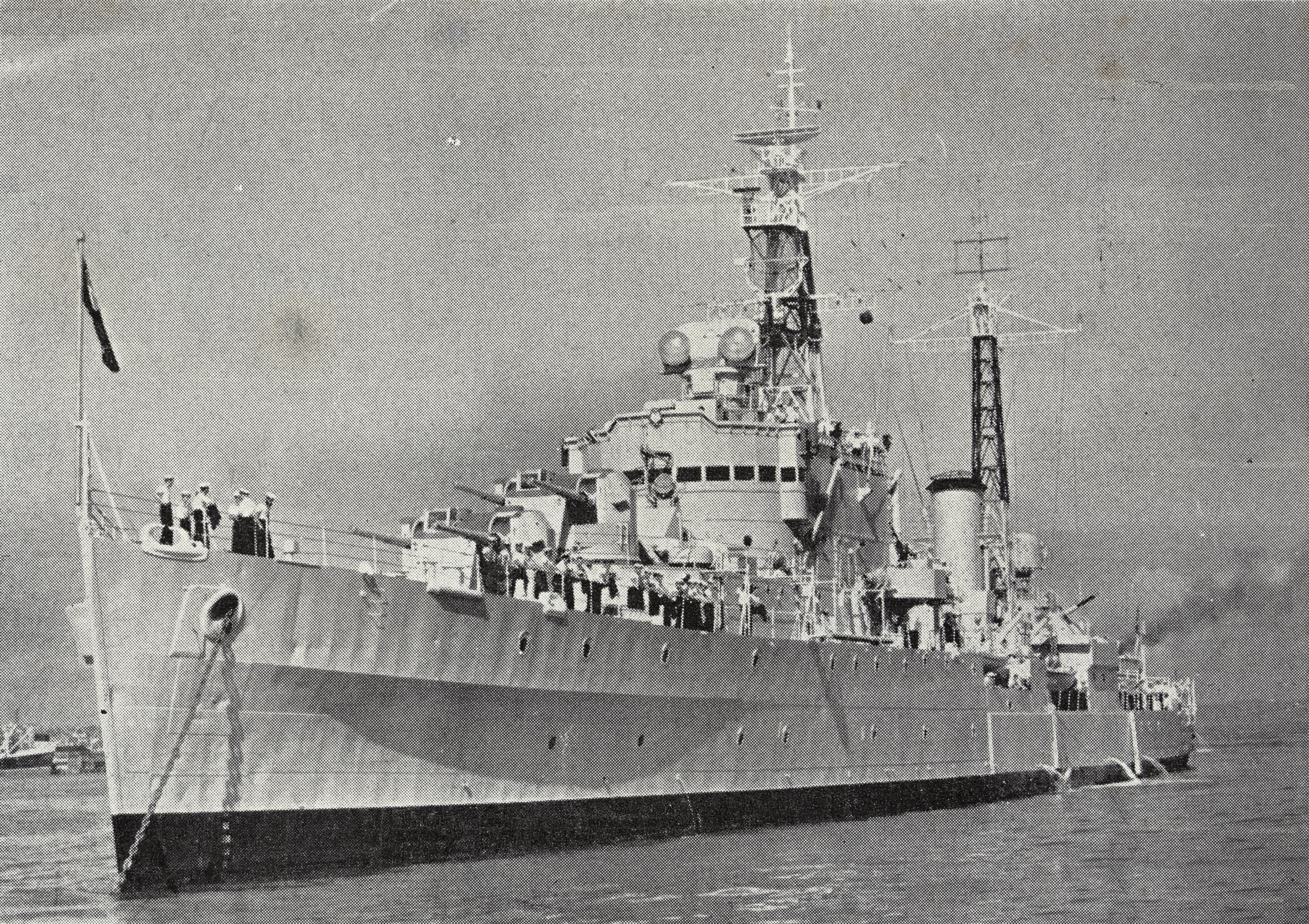
HMNZS Royalist en Waitemata Harbour, 1956.

### Posguerra
Buques de la RNZN participaron en la Guerra de Corea. El 29 de junio, tan solo cuatro días después que 135.000 tropas de Corea del Norte cruzaran el paralelo 38 en Corea, el gobierno neozelandés ordenó que dos fragatas clase Loch - HMNZS Tutira y HMNZS Pukaki se prepararan para dirigirse a aguas coreanas, y durante toda la guerra, por lo menos dos buques de Nueva Zelanda permanecieron estacionados en el teatro de guerra.
El 3 de julio estos dos barcos partieron de la Base Naval de Devonport en Auckland y se unieron a otras fuerzas de la Mancomunidad de Naciones en Sasebo, Japón, el 2 de agosto. Estos buques sirvieron bajo el mando de un comandante de bandera británica y formaron parte de la fuerza de reconocimiento de la Armada de los Estados Unidos durante la batalla de Incheon, realizando bombardeos sobre la costa y el interior. Más fragatas clase Loch de la RNZN se unieron a esta fuerza más adelante - Rotoiti, Hawea, Taupo y la Kaniere, al igual que otros barcos pequeños. Solo un marinero de la RNZN murió durante el conflicto - durante la Batalla de Incheon.
La Armada luego participaría en la Emergencia Malaya, y la confrontación Indonesia-Malasia. En las últimas tres décadas la RNZN ha operado en el Medio oriente en un número de ocasiones. Buques de la RNZN jugaron un rol en la Guerra Irán-Irak, ayudando a la Royal Navy a proteger a barcos neutrales en el Océano Índico. Fragatas también fueron enviadas a participar en la Guerra del Golfo, y más recientemente en la Operación Enduring Freedom La RNZN también ha jugado un papel importante en los conflictos del Pacífico. Fuerzas navales fueron utilizadas en los conflictos en Bougainville, las Islas Salomón y Timor Oriental en los años 1990. La RNZN también participa regularmente en operaciones de paz de las Naciones Unidas. La autoridad principal de la armada era el comodoro Auckland, a partir de 1961, pero este título fue cambiado a Comandante Marítimo en marzo de 1993. Entre los Comodoros Auckland estaba el Comodoro J O'C Ross, quien más adelante escribió The White Ensign in New Zealand, y posteriormente el Contralmirante y Jefe de las Fuerzas Navales, John McKenzie.
La RNZN ha jugado un papel mucho más amplio que simplemente las actividades relacionadas con conflictos bélicos. Desde 1946, ha patrullado las aguas territoriales de Nueva Zelanda y de su Zona Económica Exclusiva para la protección de áreas pesqueras. También tiene un papel de apoyo en el despliegue neozelandés en la Antártida en la Base Scott.
Uno de los roles más conocidos que la RNZN ha jugado en el mundo fue cuando las fragatas Canterbury y Otago fueron enviadas al Atolón de Moruroa en 1973 para protestar en contra de las pruebas nucleares francesas allí. Las fragatas fueron enviadas dentro de la zona de explosión potencial de la bomba, lo que obligó a Francia a posponer las pruebas.
En mayo de 1982, el primer ministro Robert Mulgoon asignó la fragata HMNZS Canterbury a la Royal Navy durante la duración de la Guerra de las Malvinas. La Canterbury fue desplegada junto a la Patrulla Armilla en el Golfo Pérsico, para relevar una fragata británica para que esta última pudiera dirigirse al Atlántico Sur. Canterbury luego sería reemplazada por la HMNZS Waikato en agosto.
Hasta los años 1960, la RNZN ondeaba, al igual que otras armadas del Dominio, el Pabellón Blanco como pabellón común. Después de la guerra, las políticas exteriores de estos estados independientes se habían vuelto más independientes y había un deseo mayor por identidades separadas, en especial si un Dominio tenía hostilidades cuando había otro que no. Así fue que, en 1968, la RNZN adoptó su propio pabellón, el mantiene la Bandera de la Unión en el cuadrante superior, pero reemplaza a la Cruz de San Jorge con la constelación de la Cruz del Sur que se encuentra en la bandera nacional.

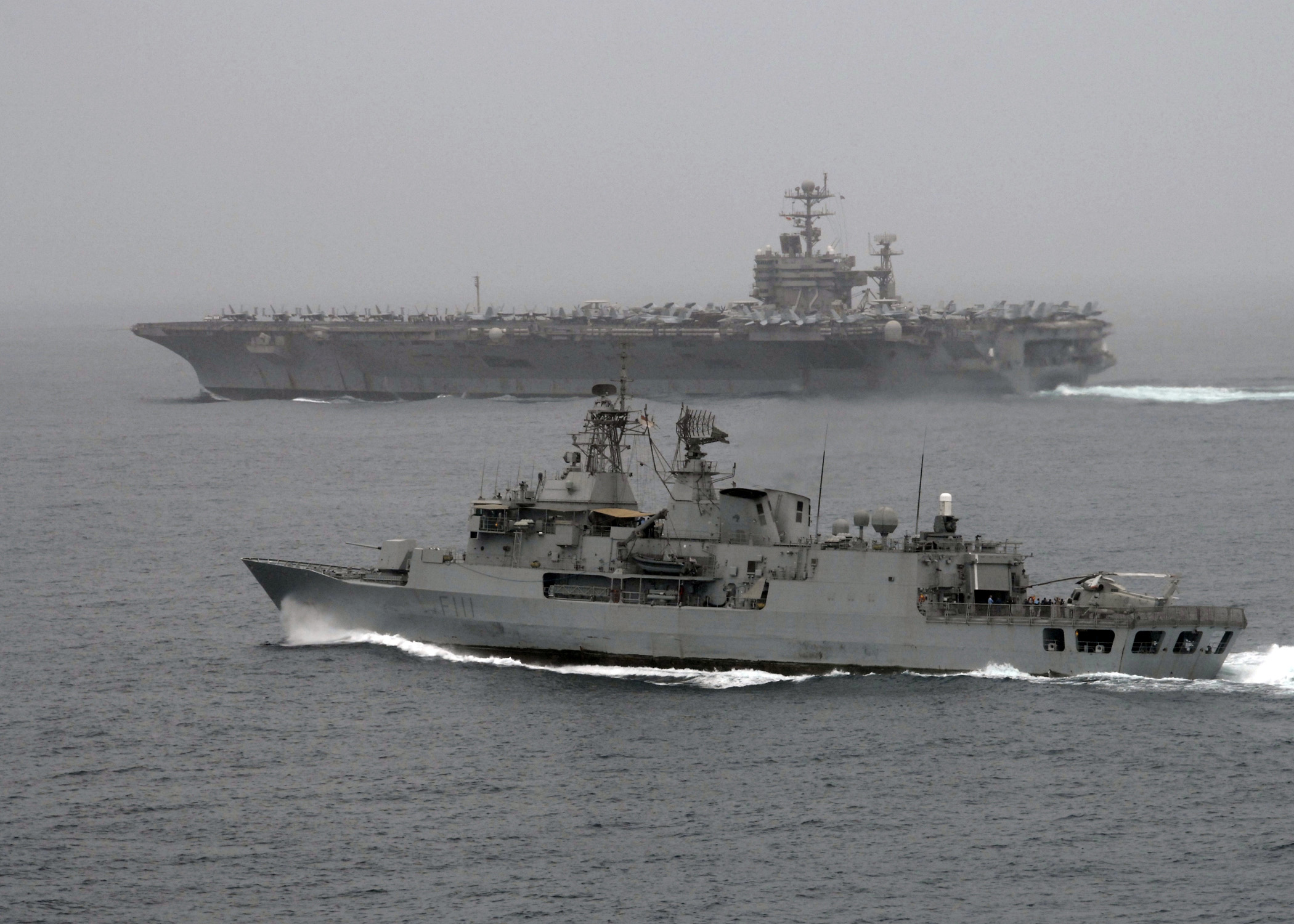
La Fragata HMNZS Te Mana de la RNZN junto al portaaviones clase Nimitz USS Abraham Lincoln en el norte del Mar Arábigo mientras participaba de la Operación Enduring Freedom en 2008.

El buque de reconocimiento hidrográfico de la RNZN hasta 2012 fue el HMNZS Resolution, que reemplazó al HMNZS Monowai. El Resolution fue utilizado para realizar reconocimiento y mapear los mares alrededor de Nueva Zelanda y las Islas del Pacífico. Un pequeño barco a motor, el SMB Adventure, era operado desde Resolution mientras este llevaba consigo algunos de los equipos de reconocimiento más avanzados. HMNZS fue retirado de servicio en la Base Naval de Davenport el 27 de abril de 2012.

Pabellón Blanco
Pabellón de la Royal New Zealand Navy

## Flota actual
La RNZN actualmente se encuentra en un periodo transicional en el que su rol está siendo expandido para convertirla en una armada más versátil de lo que lo ha sido en el pasado reciente. Varios buques, basados en la fragata y orientadas al combate, están siendo incorporadas a la flota y le han dado una plataforma potencial más amplia desde la cual trabajar.
Las categorizaciones de los buques utilizadas aquí son tomadas del sitio web de la RNZN.

### Fuerza de Combate Naval

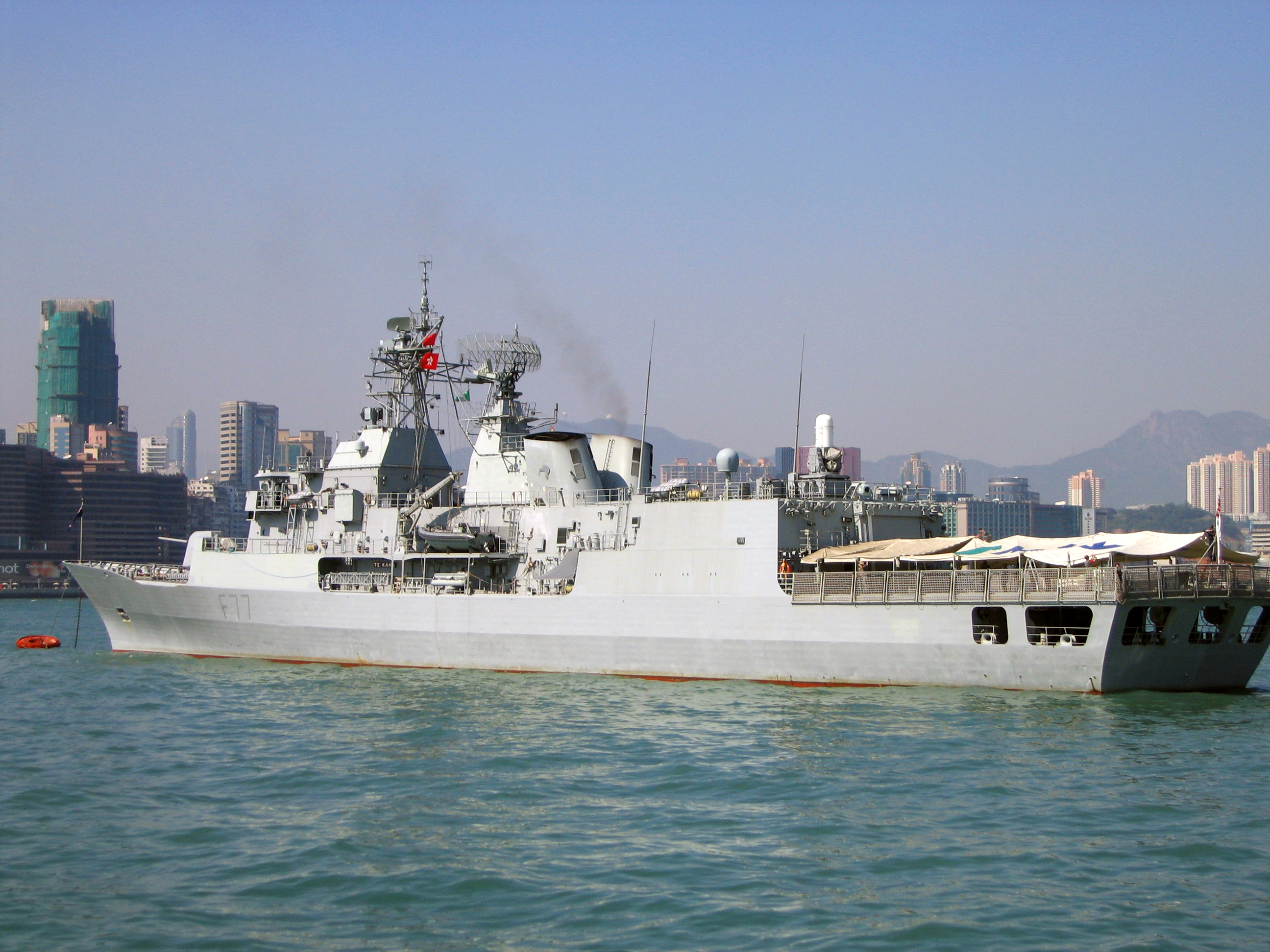
HMNZS Te Kaha en Hong Kong.

La fuerza de combate naval actualmente consiste de dos fragatas clase Anzac: la HMNZS Te Kaha y la HMNZS Te Mana. Ambos buques están basados en la Base Naval de Davenport en North Shore en Auckland. Te Kaha entró en servicio el 26 de julio de 1997 y la Te Mana el 10 de diciembre de 1999.
Las especificaciones y armamentos de los dos buques son idénticas.

### Fuerza de Patrullaje Naval

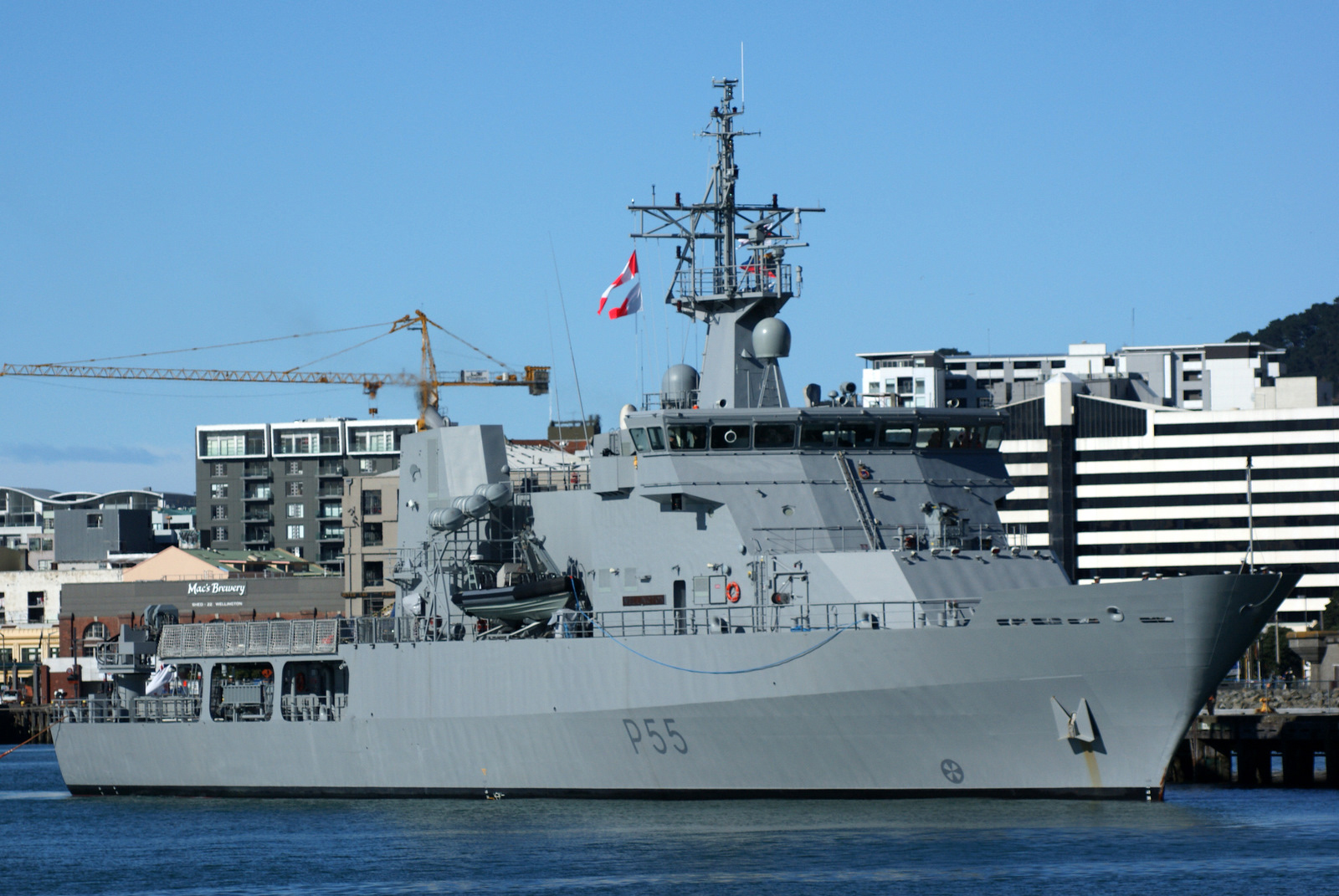
HMNZS Wellington en puerto en Wellington

La Fuerza de Patrullaje Naval (en inglés, Naval Patrol Force o NPF) es responsable del patrullaje de la Zona Económica Exclusiva de Nueva Zelanda, una de las más grandes del mundo. Además, la NPF provee asistencia a un número de agencias del gobierno civil, entre ellas el Departamento de Conservación, la Policía y Aduana de Nueva Zelanda, el Ministerio de Pesca y otros. El NPF actualmente consiste de:
- 2 barcos de patrullaje marino clase Protector (HMNZS Otago y HMNZS Wellington)
- 4 barcos de patrullaje costero clase Protector (HMNZS Pukaki, Hawea, Rotoiti, y Taupo)

### Fuerza Naval de Apoyo Logístico
El HMNZS Endeavour es el buque cisterna de la flota. Provee combustible y otros suministros a las fragatas cuando están en operaciones internacionales, y para buques aliados en caso de que así lo requieran. Endeavour recibió su nombre en honor al barco de la Royal Navy que llevó a James Cook a Nueva Zelanda en su primer viaje en 1769. Su base está en la ciudad de Nueva Plymouth.
El HMNZS Canterbury es el nuevo buque multifunción de la RNZN y entró en servicio en junio de 2007.

### Apoyo Naval de Buzos
El Grupo de Apoyo de Guerra Litoral consiste del Equipo de Respuesta Antiminas, el Equipo de Reconocimiento Marítimo y el Equipo de Buzos Operacional (Operational Diving Team en inglés, u ODT). El ODT es entrenado para sumersiones profundas, demoliciones submarinas y eliminación de explosivos. El grupo está apoyado por la Fuerza Hidrográfica y un Barco de Apoyo de Buzos. Además, el grupo opera cuatro vehículos submarinos autónomos REMUS 100.
El HMNZS Manawanui es el barco especializado que provee el apoyo principal para las sumersiones.

### Aeronaves
La RNZN opera cinco helicópteros Kaman SH-2G Seasprite para uso en dos fragatas y para uso en el nuevo barco multifunción y dos barcos de patrulla marina que fueron incorporados a la flota en 2007 y 2008. Estas cinco aeronaves son parte del Escuadrón n.º 6 de la Real Fuerza Aérea Neozelandesa (Royal New Zealand Air Force en inglés, o RNZAF). El escuadrón está basado en la base Whenuapai en Auckland, y los helicópteros son asignados a los barcos a medida que son enviados en misiones en varios lugares del planeta. Las funciones de los helicópteros son:
- misiones de guerra en la superficie y operaciones de reconocimiento
- guerra submarina
- entrega de servicios/logística
- búsqueda y rescate
- evacuación médica
- entrenamiento
- asistencia a otras agencias del gobierno de Nueva Zelanda.[17]

## Función

### Defensa
En su Declaración de Intenciones, las Fuerzas de Defensa de Nueva Zelanda (en inglés, New Zealand Defense Force o NZDF) indican que su misión principal es:
"proteger a Nueva Zelanda de amenazas externas, proteger nuestros derechos soberanos, incluyendo la Zona Económica Exclusiva y tener la capacidad de llevar a cabo acciones para lidiar con posibles contingencias en nuestra área estratégica de interés".
Las NZDF indica a los siguientes como los reultados intermedios de su misión:
1. Proteger a Nueva Zelanda, incluyendo a su gente, tierra, aguas territoriales, zona económica exclusiva, recursos naturales e infraestructura crítica.
2. Reducir los riesgos para Nueva Zelanda de la inseguridad regional y global.
3. Promover los valores e intereses de Nueva Zelanda a través de la participación en sistemas de seguridad regional e internacional.
4. Que Nueva Zelanda pueda enfrentarse a los desafíos futuros a su seguridad nacional.[19]

El rol de la armada es el de cumplir con los elementos marítimos de las misiones de la NZDF.

### Participación internacional
La RNZN tiene el rol de prevenir cualquier agitación en Nueva Zelanda. Esto puede hacerse a través de una presencia en aguas internacionales y asistiendo en trabajos de reconstrucción en países en problemas. Por ejemplo, cualquier agitación en las Islas del Pacífico tiene el potencial de afectar a Nueva Zelanda por la gran cantidad de isleños del Pacífico que viven en el país. La estabilidad del Pacífico Sur está en los intereses de Nueva Zelanda. La armada ha participado en operaciones de paz en Timor Oriental, Bougainville y las Islas Salomón, en apoyo de operaciones en tierra.

### Roles civiles
En 2002 Maritime Forces Review identificó un número de roles que las agencias gubernamentales requerían que realice la RNZN. Aproximadamente 1.400 días en el mar son necesarios para cumplir estas tareas todos los años.
Estas tares incluyen el patrullaje de la Zona Económica Exclusiva, transporte a islas oceánicas, y servicios de apoyo para la Aduana de Nueva Zelanda.
La RNZN anteriormente producía información hidrográfica para Land Information New Zealand bajo un contrato comercial, sin embargo, luego de que el HMNZS Resolution, el buque dedicado a exploración hidrográfica, el contrato fue terminado y ahora la Armada se enfoca en hidrografía militar.

### Despliegues actuales
Desde 2001, ambas fragatas ANZAC han participado de la Operación Enduring Freedom en el Golfo Pérsico y han realizado operaciones de patrullaje marítimo en apoyo de los esfuerzos estadounidenses y aliados en Afganistán.
El 21 de junio de 2006 Te Mana estuvo en el Sureste Asiático, y Te Kaha estaba en aguas neozelandesas, para ser desplegado al Sureste Asiático en la segunda mitad de 2006.

## Personal

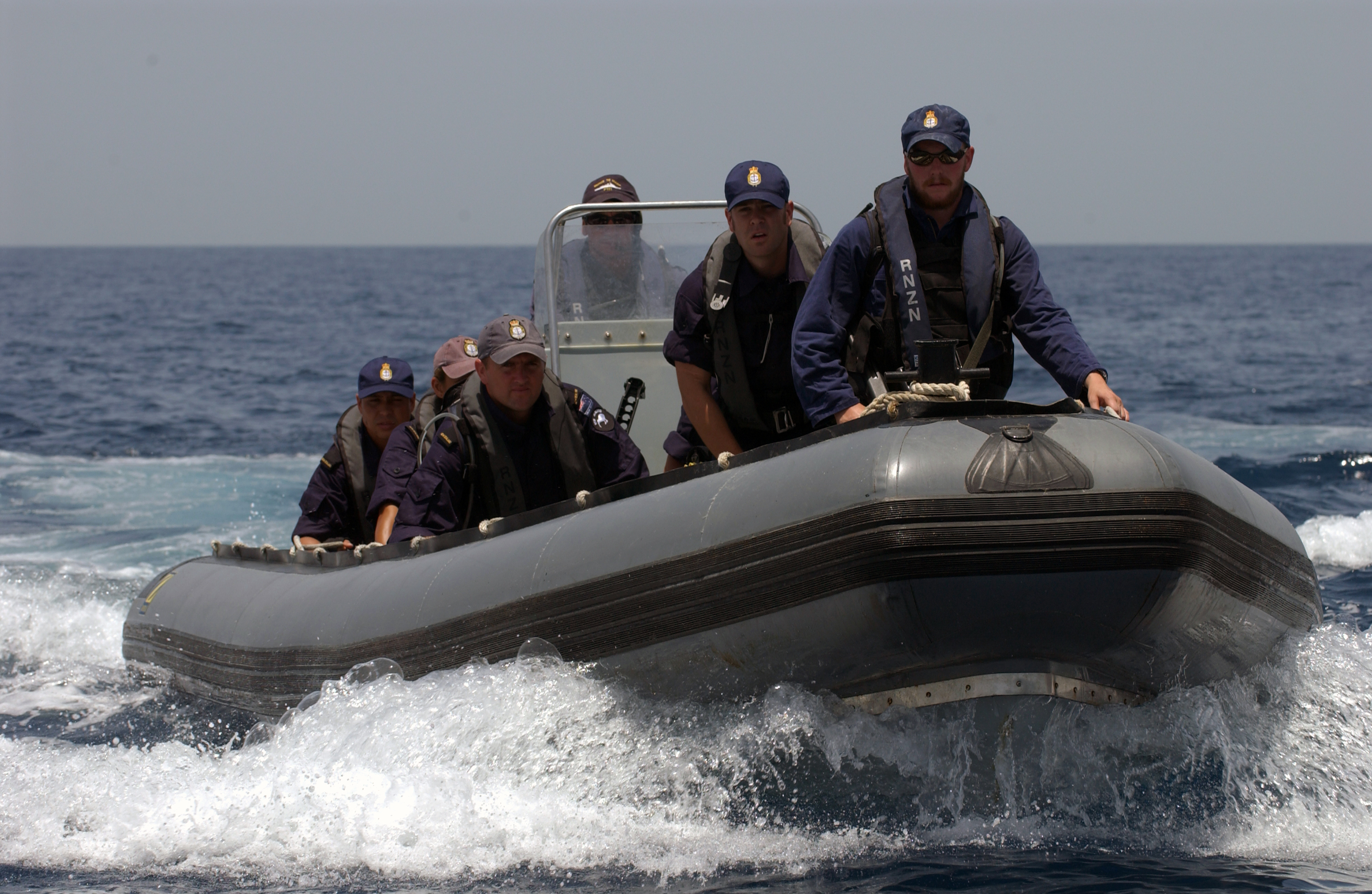
Un equipo de abordaje del HMNZS Te Mana durante el despliegue del buque en el Golfo de Omán en 2004.

El 1 de julio de 2007 la RNZN tenía un total de 2.034 marineros regulares, 237 reservistas y 378 empleados civiles, haciendo un total de 2.699. Unos 1800 de ese total están basados en la Base Naval de Devonport Naval en Auckland.
El 1 de enero de 2011 la RNZN contaba con 2.135 marineros regulares, 332 reservistas y 375 empleados civiles.

### Reservas

#### Flota de reserva
Todo el personal regular en baja de la RNZN pueden ser llamados a servir en la Flota de Reserva de la Armada Real Neozelandesa. La Flota de Reserva tiene una lista activa e inactiva. El personal de la RNZNVR puede elegir servir hasta cuatro años en la flota de reserva en baja.
La RNZN no ha publicado cifras sobre la Flota de Reserva desde principios de los años 1990.

#### Reserva voluntaria
El principal componente de la reserva de la RNZN es la Reserva Voluntaria de la Armada Real Neozelandesa (en inglés Royal New Zealand Naval Volunteer Reserve, o RNZNVR), que está organizada en cuatro unidades con sede en Auckland (con una unidad satélite en Tauranga), Wellington, Christchurh, y Dunedin:
- HMNZS Ngapona: Naval Reserve, Auckland[23]
- HMNZS Olphert: Naval Reserve, Wellington[24]
- HMNZS Pegasus: Naval Reserve, Christchurch[25]
- HMNZS Toroa: Naval Reserve, Dunedin[26]

Actualmente civiles pueden unirse a la RNZNVR en una de tres ramas: Administración, Servicio Marino (para servir en IPVs) y Organización de Comercio Marítimo (anteriormente Control Naval de Transporte). Además, personal regular retirado también se puede unir al RNZNVR en su antigua rama, y dependiendo del tiempo que estuvo fuera de servicio y su rango. El requerimiento de asistir a un curso de entrenamiento obligatorio una noche por semana ha sido suspendido.

### Entrenamiento
Suboficiales navales comienzan un curso de entrenamiento básico de 12 semanas (Basic Common Training en inglés) antes de comenzar el entrenamiento en su rama o su especialidad.
Oficiales navales deben completar 22 semanas de entrenamiento en tres fases antes de comenzar su entrenamiento como especialistas.

### Financiamiento

#### Financiamiento regular
La RNZN es financiada a través de un "voto" del Parlamento de Nueva Zelanda. Las Fuerzas de Defensa de Nueva Zelanda financian los fondos para el personal, operaciones y financieros. El financiamiento luego es asignado a "Clases de Gastos" específicas, las cuales están alineadas con objetivos de políticas públicas.
La asignación de fondos para cada clase incluye consumibles, personal, depreciación y un 'Cargo por Capital'. Este último es un mecanismo presupuestal utilizado para reflejar el costo del capital de la Corona y fue fijado a 7,5% para el año 2009-10.

#### Proyectos importantes
El Ministerio de Defensa de Nueva Zelanda es el responsable de adquisición de importantes artículos de equipamiento militar necesarios para mantener los requerimientos de capacidades de la Fuerza de Defensa de Nueva Zelanda. El financiamiento para el Ministerio de Defensa es apropiado en forma separada.

### Instalaciones en tierra

#### Museo Naval
El Museo Naval de la Armada Real Neozelandesa está ubicado en King Edward Parade 64, Devonport, Auckland, Nueva Zelanda.
 y cuenta con importante colecciones de artefactos navales y registros detallados.

#### Centro de Comunicaciones NavalesIrirangi
HMNZS Irirangi era una Estación de Comunicación Naval en Waiouru.

## Uniformes e insignia
Los uniformes de la RNZN son muy similares a los de la Royal Navy británica y otras armadas de la Mancomunidad de Naciones. Sin embargo, el personal de la RNZN lleva la nacionalidad ("NEW ZEALAND") en una insignia curva en el hombro en el uniforme de servicio y bordada en slip-ons en el hombro. También, la RNZN utiliza el rango de Ensign como su rango comisionado más bajo.

## Más información
- Rear-Admiral Jack Welch, "New Zealand's navy seeks 'credible minimum'", International Defence Review 9/1995, Vol. 28, n.º 9, pages 75–77.